# Mulligan (bande dessinée)
 (juin 2025).
Motif : Absence de sources
- Archive Wikiwix
- Bing
- Cairn
- DuckDuckGo
- E. Universalis
- Gallica
- Google
- G. Books
- G. News
- G. Scholar
- Persée
- Qwant
- (zh) Baidu
- (ru) Yandex
- (wd) trouver des œuvres sur Wikidata

| 1. | Préciser le motif de la pose du bandeau. | Précisez le motif de la pose du bandeau en utilisant la syntaxe suivante : {{admissibilité à vérifier\|date=juin 2025\|motif=remplacez ce texte par le motif}}                                 |
| 2. | Informer les utilisateurs concernés.     | Pensez à avertir le créateur de l'article, par exemple, en insérant le code ci-dessous sur sa page de discussion : {{subst:avertissement admissibilité à vérifier\|Mulligan (bande dessinée)}} |

Mulligan est une série de bande dessinée franco-belge créée en 1968 par Berck et Raymond Macherot dans le no 1600 du journal Spirou.

## Publication

### Revues
- New York 1933 est publiée pour la première fois du no 1600 au no 1613 du journal Spirou.
- Mulligan et le fils de Schéhérazade est publiée pour la première fois du no 1626 au no 1639 du journal Spirou.
- Quarantaine à l'irlandaise est publiée pour la première fois au no 1652 du journal Spirou.